# Überschwemmungen in Maharashtra 2021

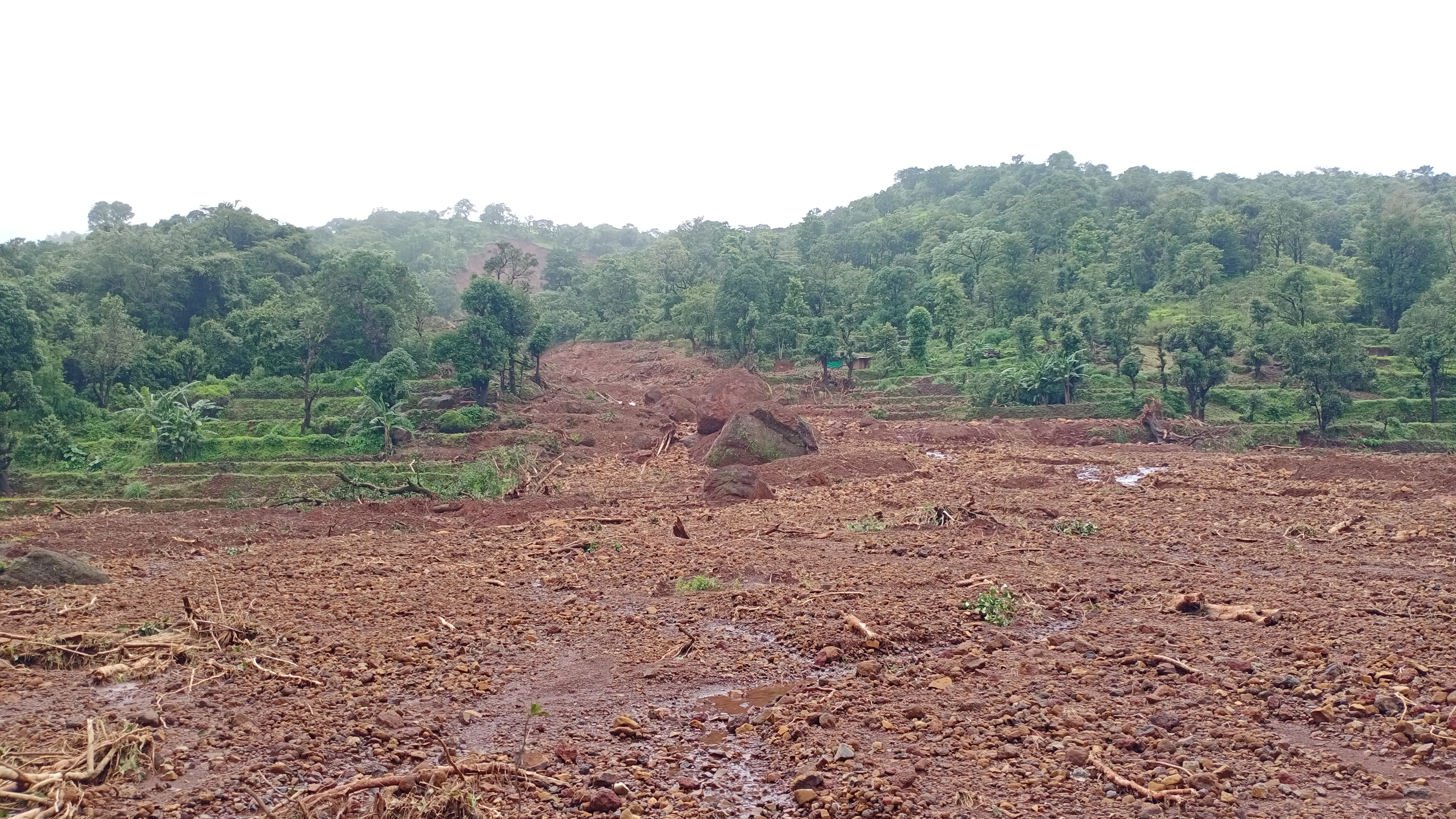
Durch Erdrutsch zerstörte Landwirtschaftsflächen im Dorf Humbarli, 26. Juli 2021

Im Jahr 2021 kam es im indischen Bundesstaat Maharashtra zu einer Reihe von Überschwemmungen. Bis zum 28. Juli 2021 starben etwa 251 Menschen, und über 100 wurden vermisst. Dreizehn Distrikte im Westen Maharashtras waren betroffen.
Die Überschwemmung war Teil einer Reihe von dicht aufeinanderfolgenden extremen Wetterereignissen im Juli 2021, darunter auch extreme Regenereignisse in der Provinz Henan (Hochwasser in Henan 2021) in China und in Europa (Hochwasser in West- und Mitteleuropa 2021), und ist Teil einer durch den Klimawandel verursachten Zunahme von Regenereignissen während der indischen Monsunzeit.

## Verlauf
Ab dem 22. Juli 2021 kam es in vielen westlichen Distrikten von Maharashtra zu starken Regenfällen. Am 23. Juli 2021 meldete NDTV, dass Maharashtra im Monat Juli die höchsten Niederschlagsmengen seit 40 Jahren verzeichnete.
Der Klimawandel könnte eine wichtige Rolle bei der Verursachung der großflächigen Überschwemmungen in Maharashtra gespielt haben. Die beobachteten Daten zeigen einen dreifachen Anstieg der weitverbreiteten extremen Niederschlagsereignisse in ganz Indien, einschließlich der Regionen, in denen die Überschwemmungen auftraten. Die lokalen meteorologischen Bedingungen zeigten das Vorhandensein eines Tiefdruckgebiets im Golf von Bengalen, das die westlichen Monsunwinde, die vom Arabischen Meer her wehen, verankerte. Diese Westwinde brachten eine ungewöhnliche Menge an Feuchtigkeit aus dem warmen Arabischen Meer mit sich, die innerhalb einer Woche in Form von heftigen bis extremen Regenfällen über Maharashtra niederging. Im April 2021 berichtete das Potsdam-Institut für Klimafolgenforschung über die starken Auswirkungen des Klimawandels auf die Monsunzeiten in Indien.
Die am stärksten betroffenen Regionen waren die Distrikte Raigad, Ratnagiri, Sindhudurg, Satara, Sangli und Kolhapur. Aufgrund der starken Regenfälle waren in diesen Distrikten mehr als 1020 Dörfer betroffen. Mehr als 375.000 Menschen wurden evakuiert, davon rund 206.000 aus dem Distrikt Sangli und rund 150.000 aus dem Distrikt Kolhapur. In den Distrikten Kolhapur, Sangli, Satara und Sindhudurg verendeten mehr als 28.700 Geflügel und rund 300 andere Tiere. Ersten Schätzungen zufolge wurden durch die Überschwemmungen mehr als 2 Lakh (200.000) Hektar Ernten beschädigt.
Verschiedene Infrastruktureinrichtungen wurden in Mitleidenschaft gezogen und beschädigt. Rund 800 Brücken wurden überflutet, sodass verschiedene Dörfer nicht mehr erreichbar waren. Die Trinkwasserversorgung von rund 700 Dörfern wurde beeinträchtigt, und die Regenfälle beschädigten auch rund 14.700 elektrische Transformatoren, sodass die Stromversorgung von fast 9,5 Lakh (950.000) Verbrauchern beeinträchtigt wurde. Bis zum 28. Juli 2021 wurde die Stromversorgung von rund 6,5 Lakh (650.000) Verbrauchern durch die Reparatur von fast 9500 Transformatoren wiederhergestellt.
Rund 34 Teams der National Disaster Response Force (NDRF) wurden für Rettungseinsätze in verschiedenen Regionen eingesetzt. Die Zentralregierung sagte am 27. Juli 2021 eine finanzielle Hilfe in Höhe von 700 Millionen US-Dollar zu. Die Abgeordneten der Bharatiya Janata Party des Bundesstaates Maharashtra kündigten außerdem an, ein Monatsgehalt für Hilfsmaßnahmen zu spenden.